# كرايتون المدهش (فلم)
كرايتون المدهش هو فيلم كوميدي بريطاني صدر عام 1957، من إخراج لويس جيلبرت، وبطولة كينيث مور، وديان سيلينتو، وسيسيل باركر، وسالي آن هاوز. يستند الفيلم إلى المسرحية الكوميدية التي تحمل الاسم نفسه، والتي كتبها جيمس ماثيو باري عام 1902. عُرض الفيلم في الولايات المتحدة تحت عنوان بارادايس لاجون.

## إنتاج
كان الفيلم إنتاجًا مشتركًا بين شركة ألكسندر كوردا القديمة وكولومبيا. 

قال لويس جيلبرت الفيلم: 
 تم تكييفها بحرية من مسرحية باري لتناسب كيني، وكان فيلمًا ناجحًا للغاية. لا أعتقد أنك مدين بالولاء التام للنص الأصلي لأنك، بطريقة ما ، تصنع شيئًا مختلفًا تمامًا. كنت مولعا جدا بكيني كممثل، رغم أنه لم يكن متعدد الأدوار. ما يمكن أن يفعلها، لقد قام بعمل جيد للغاية. كانت نقاط قوته هي قدرته على تصوير السحر. في الأساس كان ضابط عائد من الحرب وكان رائع في هذا النوع من الأدوار. في اللحظة التي أدى هذا الدور، بدأ كنجم شباك تذاكر.  
 تم تصوير الفيلم من سبتمبر إلى ديسمبر 1956 في برمودا وفي استديوهات لندن للأفلام في شيبرتون بإنجلترا. 

## الأراء
كان افيلم هو ثالث أكثر الأفلام شعبية في شباك التذاكر البريطاني عام 1957، بعد High Society وDoctor at Large. 

## روابط خارجية
- مقالات تستعمل روابط فنية بلا صلة مع ويكي بيانات